# بترا روسنر
بترا روسنر (بالألمانية: Petra Rossner) مواليد 14 نوفمبر 1966 في لايبزيغ، ألمانيا الشرقية، هي متسابقة دراجات ألمانية. شاركت في دورة الألعاب الأولمبية الصيفية وفازت بميدالية أولمبية ذهبية.

## الميداليات
| الميدالية | المسابقة                       |
| --------- | ------------------------------ |
| ذهبية     | الألعاب الأولمبية الصيفية 1992 |

## وصلات خارجية
- بترا روسنر على موقع أرشيف الدراجات (الإنجليزية)
- بترا روسنر على موقع إحصائيات الدراجات الإحترافية (الإنجليزية)
- بترا روسنر على موقع CycleBase (الإنجليزية)
- بترا روسنر على موقع أوليمبيديا (الإنجليزية)

- الموقع الرسمي